# ドラハッパー
ドラハッパーは、かつて松竹芸能東京支社で活動していたお笑いコンビ。2004年7月結成、2009年10月解散。

## メンバー
- 西條 辰彦（さいじょう たつひこ 1976年3月13日（48歳） - ）

ツッコミ担当。徳島県徳島市出身。東京NSC第1期生。
ドラハッパー結成前には、高校の同期生と「IQ」というコンビで活動。
ラグビーで国民体育大会に出場したことがある。
武蔵工業大学工学部経営工学科卒。
ルネ、メカイノウエの名付け親である。
解散後、元『バンビーナ』（ニュースタッフエージェンシー所属、2008年6月解散）の「のぶすけ」とコンビ「アリアリ」を結成。
- 竹下 友裕（たけした ともひろ、 1979年12月4日（45歳） - ）

ボケ担当。愛知県新城市出身。東京アナウンス学院卒業生。
丸坊主の頭が特徴で、コントではそれを生かして僧の役をしたことがある。
解散後は「竹下ともひろ」として、ピンで活動。2015年頃芸能活動休止状態している。

## 概要
- コントを中心としたお笑いコンビだった。過去にアミューズに所属していた。
- コンビ名の由来は藤子不二雄の漫画「ドラえもん」「忍者ハットリくん」「パーマン」から（1980年代にカルビーからその3キャラをパッケージに載せた「ドラハッパーチップス」というポテトチップスが発売されていた）。
- ダンボールを使ったコントでは、竹下扮する妖精や神様が出てくるという流れが多かった。また、暖簾などの道具を使ったコントも多かった。

## 出演番組
- 笑いの祭典 ゴールドステージ!! （日本テレビ） - 第1回（2008年6月26日）
- やりすぎコージー （テレビ東京）
- マジ☆ワラ （テレビ東京）
- Ya-Ya-yah （テレビ東京）
- インパクト! （フジテレビ）
- 爆笑レッドカーペット （フジテレビ） - キャッチコピーは『神出鬼没の』
- 笑っていいとも （フジテレビ　『金のたまごクラブ』コーナーに出演）
- 関根・優香の笑う夏休み2007 （テレビ朝日）
- 爆笑オンエアバトル （NHK総合） 戦績0勝3敗 最高341KB
- 新春ゴールデンピンクカーペット （フジテレビ　キャッチコピーは『レッドカーペット』と同じ）
- とんねるずのみなさんのおかげでした『博士と助手〜細かすぎて伝わらないモノマネ選手権〜』（竹下のみ） （フジテレビ）
- 関根・優香の笑うお正月2008 （テレビ朝日）
- ジャイケルマクソン （毎日放送）
- 真王伝説 （テレビ埼玉）
- 笑いの祭典 ゴールドステージ!!（日本テレビ）
- お笑い図鑑 ハマヌキ（tvk）
- BS爆笑最前線（NHK衛星第2テレビジョン）
- BSブランチ（BS-i）
- エンタの天使（日本テレビ） - 2009年2月4日（第8回）、キャッチコピーは「突撃!ファンタジー世界（ワールド）」